# وشاح مسهم
الوِشاح المُسَهَّم هو وشاح ملون، وهو أحد الملابس الكيبكية التقليدية المرتبطة بالقرن السابع عشر على الأقل (من عصر كندا السفلى وكندا الشرقية والاتحاد الكونفدرالي المبكر).